# تاي هودجز
تاي هودجز (بالإنجليزية: Ty Hodges)‏ مواليد 26 مايو 1981 في واشنطن العاصمة، هو ممثل أمريكي.

## الأعمال
- ماتيريال جيرلز
- حفر
- المقاطعة
- بوسطن العامة
- ذا كينغ أوف كوينز
- إن واي بي دي بلو
- أوبرا وينفري

## روابط خارجية
- تاي هودجز على موقع IMDb (الإنجليزية)
- تاي هودجز على موقع ألو سيني (الفرنسية)
- تاي هودجز على موقع أول موفي (الإنجليزية)
- تاي هودجز على موقع قاعدة بيانات الفيلم (الإنجليزية)
- تاي هودجز على موقع كينوبويسك (الروسية)